# Plantation d'Oak Alley
La plantation d'Oak Alley (en français: de l'« allée des chênes ») est une plantation du Sud des États-Unis et un site historique de Louisiane, aux États-Unis. Elle est située à North Vacherie (paroisse de Saint-Jacques) sur la rive droite du fleuve Mississippi, entre La Nouvelle-Orléans et Bâton-Rouge.

## Historique
Elle a été fondée en 1837 par Jacques Telesphore Roman, frère du gouverneur de la Louisiane André Bienvenu Roman et beau-frère de Valcour Aimé, propriétaire du "Petit Versailles", l'autre grande plantation de la paroisse, l'un des plus grands planteurs de sucre américains.
Oak Alley était appelée « la Grande dame de la Great River Road ». Avec son « manoir » datant d'avant la guerre de Sécession et les dix hectares qui l'entourent, Oak Alley est aujourd'hui la propriété de la Oak Alley Foundation, une organisation à but non lucratif. L'ancienne plantation est désormais divisée de la façon suivante : un complexe résidentiel de 30 hectares entoure la propriété, 243 hectares sont loués pour la culture de la canne à sucre et 182 hectares sont boisés. 